# سيركوت سوبرستارز
سيركوت سوبرستارز (بالإنجليزية: Circuit Superstars)، هي لعبة فيديو من نوع سباق السيارت، وهي من تطوير ستوديو أورجينال فاير غيمز، ومن نشر سكوير إنكس، ستصدر اللعبة في وقت لاحق، وستعمل هذه اللعبة على منصات بلاي ستيشن 4، نينتندو سويتش، إكس بوكس ون ومايكروسوفت ويندوز.